# 솔페리노 전투
솔페리노 전투(Battle of Solferino)는 제2차 이탈리아 독립전쟁 중인 1859년 6월 24일, 이탈리아 북부 롬바르디아 지방의 솔페리노를 중심으로 벌어진 전투이다. 나폴레옹 3세가 이끄는 프랑스 제2제국군과 비토리오 에마누엘레 2세가 이끄는 사르데냐 왕국군의 연합군이 프란츠 요제프 1세가 이끄는 오스트리아 제국군과 싸워 프랑스-사르데냐 연합군이 승리를 거두었다.
이 전투 이후 프랑스와 오스트리아 사이에 평화 협정이 맺어졌고, 오스트리아는 이탈리아에 대한 영향력을 상실했다. 또한 이 전투의 현장을 지켜본 앙리 뒤낭은 전장의 참상에 강한 충격을 받아 《솔페리노의 회상》이라는 제목의 책을 출판하였고, 이것이 이후 적십자 운동으로 이어졌다.

## 배경
1859년 3월 이탈리아 통일을 목표로 사르데냐 왕국의 비토리오 에마누엘레 2세는 군대를 동원하기 시작했다. 오스트리아는 이를 도발 행위로 간주하고, 동원 해제를 요청하였고, 이것이 수용되지 않을 경우 선전포고를 하겠다는 최후통첩을 했다. 그러나 사르데냐는 요청을 묵살했다. 같은 해 4월 통첩 시한이 지나자 오스트리아는 사르데냐 령 피에몬테를 침공하여 ‘오스트리아-사르데냐 전쟁’(제2차 이탈리아 독립전쟁)이 시작되었다. 같은 해 5월 프랑스의 황제 나폴레옹 3세는 《플롱비에르 밀약》에 따라 사르데냐를 지원하기 위해 프랑스군을 파견했다. 몇 차례의 전투를 거치며 결정적인 패배를 당하지는 않았지만 서서히 오스트리아 군대는 밀렸다.
6월 4일, 마젠타 전투 이후 오스트리아의 황제 프란츠 요제프 1세는 군대를 후퇴시켜 전력을 재정비하려 하였다. 나폴레옹 3세는 적들이 재정비를 마치기 전에 공격하려고 추적을 했지만 따라잡지 못했다. 6월 23일, 어느 정도 재정비를 마친 오스트리아군은 민치오강을 건너 솔페리노를 중심으로 전투태세를 갖췄다. 이때 연합군은 이미 올라오고 있었지만, 정찰을 제대로 하지 못해 양군 모두 서로를 완전히 포착하지 못했다. 특히 나폴레옹 3세는 여전히 오스트리아 군대가 민치오 강 건너에 있는 것으로 착각하고 있었다. 6월 24일 새벽, 양군은 예상보다 근접한 상태에서 서로를 발견하고, 조금씩 전투에 돌입했다.

## 전력

### 프랑스-사르데냐 연합군
- 병력 – 118,600명 (뒤낭에 따르면 150,000명)
- 포 - 약 400문

중앙 우익을 프랑스군이 차지하고, 사르데냐 군은 좌익에 붙어 있었다. 또한 프랑스군은 신식 강선포를 장비하고 있었다. 이것은 기존의 활강포에 비해 사거리와 명중률이 우수했다.

### 오스트리아 군대
- 병력 - 약 100,000명 (뒤낭에 따르면 170,000명)
- 포 - 약 500문

솔페리노를 중심으로 북쪽은 가르다 호수, 남쪽은 메돌레에 이르는 전선을 전개하고 있었다. 공방의 초점이 되었는 솔페리노는 작은 언덕 위에 있는 마을로 성과 탑을 보유한 요충지였다. 오스트리아군은 효율적인 포격을 퍼붓기 위해 구릉을 이용하여 대포를 배치했다.

## 전투
오전 6시 프랑스군 우익이 오스트리아군 좌익에 대한 공격을 시작하면서, 곧이어 모든 전선에서 전투가 시작되었다. 그러나 이때는 양군 정상 모두 전선에 있지 않았다. 프란츠 요제프 1세는 참모와 함께 후방인 볼타에 있었으며, 전투가 시작되었다는 소식을 받자마자 즉시 전선에 다녀왔다. 또한 나폴레옹 3세도 후방 사령부에 있으며, 보고를 받고 즉시 전선에 갔는데 그가 전장에 도착한 것은 오전 7시 반이었다.
나폴레옹 3세는 삼촌인 나폴레옹 보나파르트처럼 전선을 돌아다니며 군인을 격려하고 공격을 지휘했지만, 그의 정신은 오직 군인을 전진시켜 돌격시키는 것에만 집중하고 있었기 때문에 전혀 생산적인 결과를 내지 못하고 있었다. 한편, 프란츠 요제프 1세는 전황 전체를 제대로 파악하지 못하여 통일된 지휘를 하지 못했다. 20만 군대의 충돌로 이미 사태는 양군 정상이 수습할 수 없을 정도로 혼란에 빠졌고, 양군 모두 만족스러운 전술적 행동을 취하지 못한 채 그저 눈앞의 적과 교전하고 있었다.
오후가 되어서야 나폴레옹 3세는 중앙의 솔페리노에 주공을 할 것을 떠올렸다. 포병을 집중시켜 솔페리노에 맹렬한 포격을 퍼붓고, 그 화력 지원 하에 정예의 황제근위병을 중심으로 하는 보병을 투입했다. 오스트리아 군대의 공격과 총격에 다수의 사상자를 내면서도 황제근위병은 언덕 하나를 점령했다. 읍까지 프랑스 보병이 계속 쇄도하면서 양군이 뒤섞여 혼전을 거듭했다.
오후 2시 오스트리아군이 도심에서 철수하면서 많은 희생을 치른 끝에 프랑스 군은 솔페리노를 점령하고 전선의 중앙에 쐐기를 박았다. 그때 전쟁터의 상공으로 비구름이 급격히 퍼져나갔다. 곧 격한 폭풍우가 쏟아지면서 양군 모두 총기 사용이 어렵게 되었다. 나폴레옹 3세는 공격을 속행하였고, 양측 모두 진흙을 뒤집어쓰며 백병전까지 벌였다. 프란츠 요제프 1세는 솔페리노가 함락되었을 때 이미 패배를 의식하였고, 자신도 전장의 공포에 빠져 있었기 때문에 전군 철수를 시작했다. 폭풍우 속 철수는 괴주나 다름없었고, 많은 오스트리아군이 실종되었다.

## 결과 및 영향

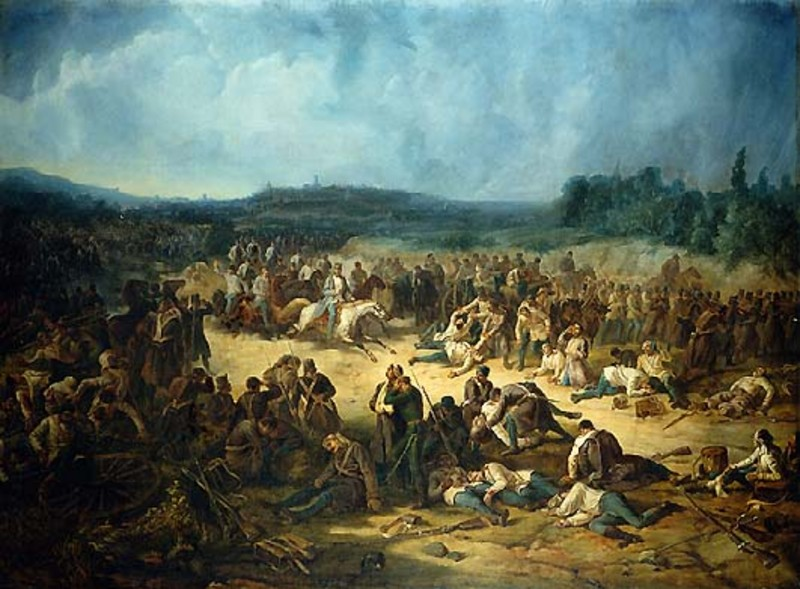
솔페리노의 앙리 뒤낭

이 전투에서 연합군은 약 17,000명을 잃었고, 오스트리아군은 약 22,000명을 잃었다. 나폴레옹 3세는 오스트리아군을 후퇴시키면서 승리를 선언했지만, 이를 위해 치른 희생은 너무 컸다. 양군 정상의 어설픈 지휘로 인해 이러한 대규모 피해가 발생했다. 또한, 이 전투에서 프랑스군이 사용한 강선포는 그 효과를 널리 인정받았고, 이후 각국의 군대는 활강포에서 강선포로 장비를 전환해 나갔다.
전투가 끝난 직후 나폴레옹 3세와 프란츠 요제프 1세는 평화 협상을 시작했다. 그러나 당사자인 비토리오 에마누엘레 2세는 협상에서 배제되어 있었다. 나폴레옹 3세는 통일 이탈리아 출생으로 프랑스에 대항할 수 있는 세력이 늘어날 것을 경계하였고, 적당한 수준에서 강화를 맺고자 했다. 한편, 프란츠 요제프 1세도 헝가리 왕국의 반란의 기미를 감지하고 있었기 때문에 더 이상 이탈리아에서의 전쟁을 계속 수행할 생각은 없었다.
7월 11일, 《빌라프란카 휴전》이 체결되면서 오스트리아 제국은 롬바르디아와 베네치아를 제외한 베네토를 사르데냐에 할양함과 동시에 이탈리아에 대한 불간섭을 약속했다. 사르데냐 총리 카밀로 카보우르는 조약의 내용에 불만이 많았지만, 프랑스의 군사 원조를 잃지 않기 위해 동의할 수밖에 없었다. 비토리오 에마누엘레 2세는 휴전 조약을 받아들였고, 카밀로 총리는 사임했다. 이것으로 제2차 이탈리아 독립전쟁은 끝이 났다.
그러나 고조된 이탈리아 통일의 기운은 진정되지 않았다. 파르마, 모데나, 토스카나에서 잇따라 반란이 발생했고, 곧 사르데냐는 이러한 여러 지역을 합병했다. 비토리오 에마누엘레 2세는 다시 카밀로를 총리로 임명하고, 프랑스로부터 병합을 인정받기 위한 협상에 나서게 했다. 카밀로는 승인의 대가로 니스와 사부아를 프랑스에 할양했다.
또한 주세페 가리발디가 지휘하는 의용군이 시칠리아, 나폴리를 제압하였다. 1860년 10월 26일, 가리발디는 비토리오 에마누엘레 2세와 테아노에서 회담을 가지고, 이탈리아 통일을 위해 점령지를 모두 사르데냐에 헌상했다. (테아노의 악수) 따라서 교황령과 베니스를 제외한 이탈리아는 대부분이 통일되어 비토리오 에마누엘레 2세는 초대 이탈리아의 군주가 되었다.

## 앙리 뒤낭
솔페리노 전투가 벌어진 그날, 스위스의 은행가 앙리 뒤낭은 사업 지원을 요청하기 위해 나폴레옹 3세를 접견하고 있었다. 전투를 관전하게 된 뒤낭은 눈앞에서 벌어지는 처참한 광경에 큰 충격을 받았다. 또한 부상병에 대한 어설픈 응급처치에도 놀랐다. 부상병은 후방인 카스틸리오네로 후송되었지만, 지나치게 수가 많았기 때문에 병원을 대신한 교회에 들어가지도 못하고 거리에 방치되어 있었다. 뒤낭은 읍민과 함께 부상병 치료에 참여했지만, 많은 병사들이 치료를 한 보람도 없이 죽어 나갔다.
스위스로 귀국한 뒤낭은 카스틸리오네에서의 경험과 솔페리노 전투에 참가한 군인의 증언을 바탕으로 《솔페리노의 회상》이라는 제목의 책을 출판했고, 국적에 관계없이 부상자를 치료하는 전문 기관을 만들 것을 호소했다. 한편, 유력자의 지지를 얻을 수 있도록 배려하는 것도 잊지 않았다. 《솔페리노의 회상》은 큰 반향을 불러일으켰으며, 많은 사람들이 뒤낭의 주장을 찬성했다. 1863년, 〈전상 군인 국제 구호위원회〉(이후 국제적십자위원회)가 결성되었고, 이어 적십자 운동은 세계로 퍼져 나갔다.

## 관련 작품
- 소설: 라데츠키 행진곡(Radetzky March)

요제프 로트가 쓴 역사 소설로, 오스트리아의 황제 프란츠 요제프 1세의 위기를 구원한 ‘솔페리노의 영웅’과 그 일족의 추적을 운명적으로 그렸다. 로트의 최고 걸작으로 일컬어지고 있다.

## 참고자료
- Brooks, R. (2009). 《Solferino 1859: The Battle for Italy's freedom》. Osprey Publishing. ISBN 978-1-84603-385-8.
- Der Feldzug des Kaisers Napoleon 3. in Italien im Jahre 1859 (1865).